# Stenonemobius adelungi
Stenonemobius adelungi är en insektsart som först beskrevs av Boris Petrovich Uvarov 1912.  Stenonemobius adelungi ingår i släktet Stenonemobius och familjen syrsor. Inga underarter finns listade i Catalogue of Life.